# منطقه حفاظت‌شده مارز
منطقهٔ حفاظت‌شدهٔ مارز یک منطقهٔ حفاظت‌شده با مساحت ۲۱۵۳۰۷ هکتار است که در استان کرمان در ایران قرار دارد. این منطقهٔ حفاظت‌شده طبق مصوبهٔ شمارهٔ ۷۱۷ در تاریخ ۱۳۸۹/۹/۲۹ در فهرست مناطق تحت حفاظت سازمان محیط زیست ایران قرار گرفت.